# Parque provincial Guarambocá
El parque provincial Guarambocá es un área natural protegida de la provincia de Misiones en Argentina. 

## Características generales
Se halla ubicado a 25°50′S 54°08′O / -25.833, -54.133 en el departamento Guaraní en cercanías de la localidad de El Soberbio. El parque ocupa una extensión de 2083 hectáreas 92 a 90 ca de propiedad del Estado provincial. Lo atraviesan las sierras centrales de Misiones y el arroyo Guarambocá, que le da nombre.

## Creación
El decreto provincial n.º 1308/2001 aceptó la transferencia de lotes pertenecientes al Banco de la Provincia de Misiones reservando el lote 21 para establecer un área natural protegida, aunque en el área existen asentamientos de familias.
El parque provincial fue creado el 9 de marzo de 2006 por medio de la sanción de la ley provincial n.º 4258:

Declárase Área Natural Protegida, en el marco de lo establecido en la Ley XVI – Nº 29 (Antes Ley 2932), con la categoría de Parque Provincial y la denominación de “Guarambocá”, el inmueble propiedad del Estado provincial, individualizado como: lote 21-A - subdivisión lote 21 - remanente 17-R-, municipio El Soberbio - Departamento Guaraní - provincia de Misiones, con una superficie de 2.083 hectáreas 92 áreas 90 centiáreas; Plano de Mensura Nro 39.445 -Registro Dirección General de Catastro; Nomenclatura Catastral: Departamento 8 - Municipio 31 - Sección 1 - Chacra 000 - Manzana 000 - Parcela 616 A.

## Flora y fauna
Pertenece a la ecorregión selva Paranaense. En un relevamiento realizado en mayo de 2001 se detectaron 84 especies vegetales de 38 familias. Destacan el ombú, el quebra machado, la espina corona y el guazatumba y el espolón de gallo.
Entre las aves se hallan 140 especies, entre ellas algunas amenazadas como el macuco, el águila viuda, el tangará picudo, el yacupoí y la tovaca colorada.
Entre los mamíferos se confirmaron 30 especies, entre ellas el ocelote, el tirica, el lobito de río, la corzuela enana y el pecarí de collar, y sin confirmar en tiempo reciente el yaguareté.